# توني ويلر
توني ويلر (بالإنجليزية: Tony Wheeler)‏ هو منافس ألعاب قوى أمريكي، ولد في 19 يناير 1975.

## وصلات خارجية
- توني ويلر على موقع الاتحاد الدولي لألعاب القوى (الإنجليزية)